# 赫斯特指数
赫斯特指数（英語：Hurst exponent）以英国水文学家哈罗德·赫斯特命名，起初被用来分析水库与河流之间的进出流量，后来被广泛用于各行各业的分形分析。利用Hurst参数可以表征网络流量的自相似性，Hurst参数越大，说明流量的自相似程度就越高，也就是说网络的业务流量在很长的时间内都具有长相关性，这主要是由于网络流量的突发性造成的。现有的文献给出的估计方法主要是两大类：时域法和频域法，其中时域法包括R/S分析法、时间方差图法、IDC法，频域法包括Whittle的最大似然估计、小波法等。常用的Hurst估值算法都有不同的适用条件，不能广泛的应用于各种情况，因为每一种算法在时域或者是频域的范围内应用了求和平均的方法，这样就会使得时间序列的高突发可变的细节信息丢失，从而导致出估算结果为负值，增大了估计误差。

## 应用
时域法是直接对时间序列进行处理，并用最小二乘法拟合估计出Hurst参数，频域法通过利用FFT对时间序列的谱密度进行估计。时域法及频域法都要求整个观察时间段内全部的时间序列，当时间范围较大时，就需要大量的序列样本和高采样率，同时很难观察到Hurst参数的时变性。同时，对有限长度的时间序列进行Hurst估算，结果虽然可以反映出网络流量局部的突发性，但是由于估值算法容易受到各种因素的干扰而产生误差，并且由于相邻的估算值之间没有数据关联，就不能够体现出突发的渐进性。因此如何估算出无限增长的流量的突发性，同时又能够体现出网络流量变化的全局渐进性，并且还能够体现出局部变化的时变性，这些都需要做进一步的研究。比如，在IDC基础上定义复数取值的赫斯特指数等等。